# صفاء قراعة (ذي السفال)
صفاء قراعة

تعديل مصدري - تعديل

صفاء قراعة محلة تابعة لقرية ذي عريم، التابعة لعزلة ذي الحود ومعاين بمديرية ذي السفال إحدى مديريات محافظة إب في الجمهورية اليمنية، بلغ تعداد سكانها 47 حسب تعداد اليمن لعام 2004.